# Katzenbalgen

„Katzenbalgen“ von Süden

Detail von Süden

Detail von Norden

Katzenbalgen, gelegentlich auch Katzenstele genannt, ist eine Skulptur des deutschen Bildhauers Siegfried Neuenhausen in Form einer aus Kalkstein und Bronze gebildeten Stele, die mehrere sich balgende und Mäuse jagende Katzen zeigt. Die Stele wurde am 30. September 1981 in der Fußgängerzone von Braunschweig aufgestellt.

## Geschichte und Beschreibung
Die Skulptur befindet sich am Schnittpunkt der drei alten, innerstädtischen Straßen Hutfiltern von Westen kommend, Damm nach Osten führend und dem nach Südosten verlaufenden Kattreppeln, deren Geschichte bis ins Mittelalter zurückreicht.
Der Straßenname „Kattreppeln“ gehört, wie „Hutfiltern“, Nickelnkulk, Rehnstoben, Abelnkarre und etliche andere alte Benennungen, heute zu den etymologisch schwer bis gar nicht mehr deutbaren Straßennamen Braunschweigs.
Der Germanist und Sprachwissenschaftler Herbert Blume führt in seinem Aufsatz zur Deutung von „Kattreppeln“ die „vier bekanntesten irrigen Deutungen des Namens“ an, von denen eine zur Namensgebung der Stele herangezogen wurde; demnach soll das Wort als „Katzbalgen“ zu deuten sein, da in dieser Straße viele Katzen „ungestört“ gelebt haben sollen, also eine Art Rückzugsort oder Refugium für die Tiere. Dem widerspricht Blume vehement und bezeichnet diese Interpretation als „völlig aus der Luft gegriffen“ und fährt fort:

„Ausgerechnet diese von allen Fehldeutungen des Namens absurdeste (weil am schlechtesten begründete) Worterklärung hat die thematische Grundlage zu einem … ‚Katzendenkmal‘ … geliefert. Eine Inschrift am Sockel dieses Denkmals drückt den Irrtum … in Worten aus: ‚Kattreppeln bedeutet Katzenbalgen.‘ … Ein in Stein gehauener Unsinn also; da das Denkmal aber hübsch geraten ist, immerhin ein produktiver Irrtum.“

Die 6,70 m hohe Stele besteht größtenteils aus einer quadratischen, aus unterschiedlichen großen Kalksteinen zusammengesetzten Säule, die sich nach oben hin zunächst weitet, um sich dann schließlich deutlich zu verjüngen. Dieser oberste Teil wiederum besteht aus zahlreichen kleinen, zum Großteil unregelmäßigen und herausstehenden Steinen, auf denen rundherum etliche, etwas überlebensgroße aus Bronze gestaltete Katzen miteinander balgen oder Mäuse jagen, die zum Teil aus den Steinen lugen.
Die Stele entstand nach einem Entwurf des damals an der Hochschule für Bildende Künste Braunschweig lehrenden Siegfried Neuenhausen und wurde von dessen Studenten ausgeführt. Bei den Katzen, die aus der Entfernung eher possierlich und harmlos aussehen, aber aus der Nähe betrachtet zum Teil die Zähne fletschen oder tote Mäuse im Maul tragen, habe Neuenhausen nach eigener Aussage an sich streitende Menschen gedacht.
Auf einer Seite der Stele befindet sich ein in Stein gehauener kurzer Text, der die sich im Laufe der Jahrhunderte gewandelten Straßennamen für den heutigen Kattreppeln auflisten und schließlich mit Zeile „Kattreppeln bedeutet Katzenbalgen.“ endet, was nach Blume jedoch „Unsinn“ ist (s. o.).